# Усенко, Александр Григорьевич
Александр Григорьевич Усенко (1912—1946) — советский конструктор оружия, лауреат Сталинской премии.

## Биография
После окончания института (1932) работал на Уралмаше в конструкторском бюро прокатного оборудования. Конструктор прокатного стана холодной прокатки для московского завода «Серп и молот» (1938).
С 1939 г. работал в «пушкарской» конструкторской группе Владимира Николаевича Сидоренко.
Конструктор пушки Д-44, полевых орудий Д-48, Д-30, 152-миллиметровой самоходной гаубицы 2С3 и других.
Сталинская премия 1946 года — за создание новой мощной пушки для танков и артсамоходов и за создание новой полевой пушки.
В 1946 году погиб во время испытаний нового вооружения (упал с лафета пушки под гусеницы танка). Похоронен на Михайловском кладбище.